# David Andrews (Footballspieler)
David Andrews (geboren am 10. Juli 1992 in Johns Creek, Georgia) ist ein ehemaliger US-amerikanischer American-Football-Spieler auf der Position des Centers. Er spielte zehn Jahre lang für die New England Patriots in der National Football League (NFL) und gewann mit ihnen den Super Bowl LI und den Super Bowl LIII.

## Frühe Jahre und College
Andrews besuchte die Wesleyan School in Peachtree Corners, Georgia. Nach der Highschool entschied er sich College Football für die Georgia Bulldogs der University of Georgia zu spielen.
Dort spielte er von 2011 bis 2014. In seiner letzten Saison wurde er das Second-Team All-SEC gewählt, zusätzlich war er einer der sechs Finalisten für die Rimington Trophy als den besten Center im gesamten College Football.

## NFL
Andrews wurde im NFL Draft 2015 von keinem Team ausgewählt, unterschrieb aber am 8. Mai 2015 als Undrafted Free Agent einen Dreijahresvertrag mit den New England Patriots. Bereits in seiner ersten Saison war er der Starter als Center. Auch in der folgenden Saison konnte er sich im Training Camp durchsetzen und er startete alle Spiele in der Saison 2016. Mit ihm erreichten die Patriots den Super Bowl LI, welchen sie trotz eines zwischenzeitlichen Rückstandes von 3:28, mit 34:28 in Overtime gegen die Atlanta Falcons gewinnen konnten.
Vor der Saison 2017 verlängerte seinen Vertrag um drei Jahre bis 2020 und wurde erstmals zum Kapitän gewählt. Er verpasste zwei Spiele in der Saison und erreichte mit den Patriots den Super Bowl LII, welchen sie mit 33:41 gegen die Philadelphia Eagles verloren. In der Saison 2018 startete er in allen 16 Spielen. Zum dritten Mal erreichte er den Super Bowl, er gewann mit den Patriots den Super Bowl LIII mit 13:3 gegen die Los Angeles Rams. Aufgrund einer Lungenembolie verpasste er die Saison 2019 komplett. In der Saison 2020 kehrte er als Starter zurück. Am 26. September 2020 wurde er auf die Injured Reserve List gesetzt, nachdem er sich am Daumen operieren lassen musste. Am 24. Oktober 2020 wurde er wieder aktiviert, in der Saison bestritt er insgesamt 12 Spiele.
Am 22. März 2021 verlängerte er seinen Vertrag um vier Jahre.
Im März 2025 wurde Andrews nach zehn Jahren von den Patriots entlassen. Daraufhin beendete er seine professionelle Karriere.

## Persönliches
Sein Onkel, Dan Reeves, ist ein ehemaliger Spieler der Dallas Cowboys und Trainer der Denver Broncos und der Atlanta Falcons.